# Andrzej Kubica
Andrzej Kubica (sinh ngày 7 tháng 7 năm 1972) là một cầu thủ bóng đá người Ba Lan.

## Sự nghiệp câu lạc bộ
Andrzej Kubica đã từng chơi cho Urawa Reds và Oita Trinita.

## Thống kê câu lạc bộ

### J.League
| Đội          | Năm       | J.League | J.League | J.League Cup | J.League Cup | Tổng cộng | Tổng cộng |
| Đội          | Năm       | Trận     | Bàn      | Trận         | Bàn          | Trận      | Bàn       |
| ------------ | --------- | -------- | -------- | ------------ | ------------ | --------- | --------- |
| Urawa Reds   | 2000      | 34       | 11       | 1            | 0            | 35        | 11        |
| Oita Trinita | 2001      | 11       | 6        | 1            | 0            | 12        | 6         |
| Tổng cộng    | Tổng cộng | 45       | 17       | 2            | 0            | 47        | 17        |